# Dong'an
Dong'an (en chino, 东安; pinyin, Dōng'ān) es un distrito urbano bajo la administración directa de la Prefectura Mudanjiang  en la Provincia de Heilongjiang, República Popular China.  Su área es de 580 km² y su población total para 2010 superó los 220 mil habitantes. 

## Administración
Desde julio de 2023, el  Distrito Dong'an  se divide en 6 pueblos que se administran en 5 subdistritos y 1   poblados.